# Liste der Monuments historiques in Pontpoint
Die Liste der Monuments historiques in Pontpoint führt die Monuments historiques in der französischen Gemeinde Pontpoint auf.

## Liste der Bauwerke
| Bezeichnung                             | Beschreibung                  | Standort | Kennzeichnung | Schutzstatus | Datum | Bild           |
| --------------------------------------- | ----------------------------- | -------- | ------------- | ------------ | ----- | -------------- |
| Ehemaliges Herrenhaus von Saint-Paterne | Erbaut im 14. Jahrhundert     | (Lage)   | PA00114817    | Classé       | 1921  | weitere Bilder |
| Ehemalige Abtei Moncel                  | Erbaut im 14. Jahrhundert     | (Lage)   | PA00114815    | Classé       | 1920  | weitere Bilder |
| Ehemalige Kirche St-Pierre              | Erbaut ab dem 11. Jahrhundert | (Lage)   | PA60000041    | Inscrit      | 2001  | weitere Bilder |
| Kirche St-Gervais                       | Erbaut im 11. Jahrhundert     | (Lage)   | PA00114816    | Classé       | 1902  | weitere Bilder |

## Liste der Objekte

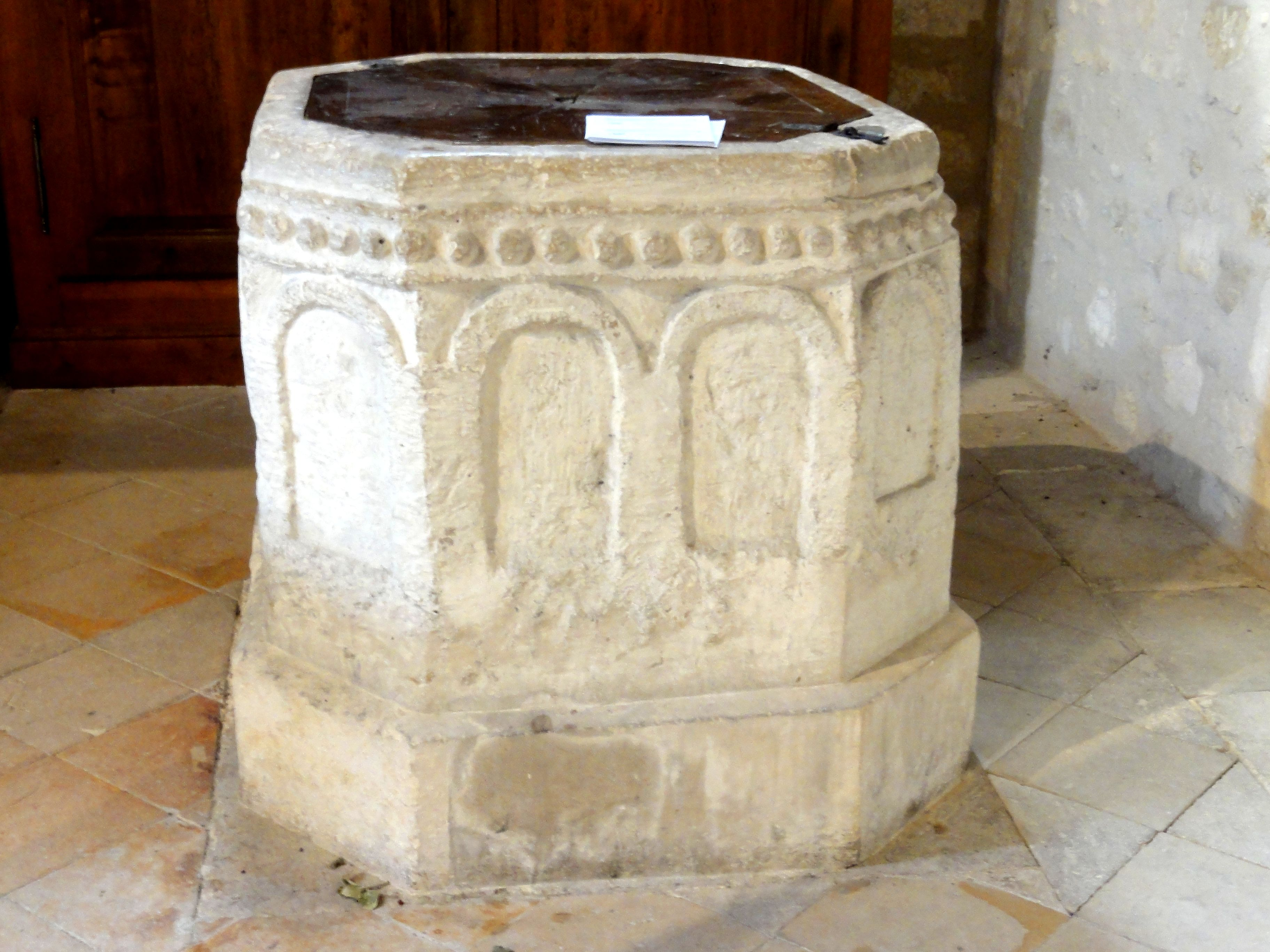
Taufbecken in Pontpoint

- Monuments historiques (Objekte) in Pontpoint in der Base Palissy des französischen Kultusministeriums

Siehe auch: Taufbecken (Pontpoint)